# Тток
Тток (떡, t͈ʌk) — страва корейської кухні, пиріжок, зроблений з клейкого рису (який корейською називається чхапссаль). Для приготування деяких видів можна використовувати звичайне рисове борошно. Існує більше сотні видів ттоку, які їдять протягом року з різних приводів. На Корейський Новий Рік традиційно подають ттоккук (суп з тток), а на весіллях та днях народження їдять солодкі тток. Тток часто вважають святковою їжею, а інгредієнти можуть включати як дорогі горіхи і фрукти, так і виключно борошно з наповнювачем. Часто тток готують з бобами мунг, анко і цільними бобами адзукі, зизифусом та іншими сушеними фруктами, олією і насінням кунжуту, а також кедровими горіхами і цукром.

## Приготування тток

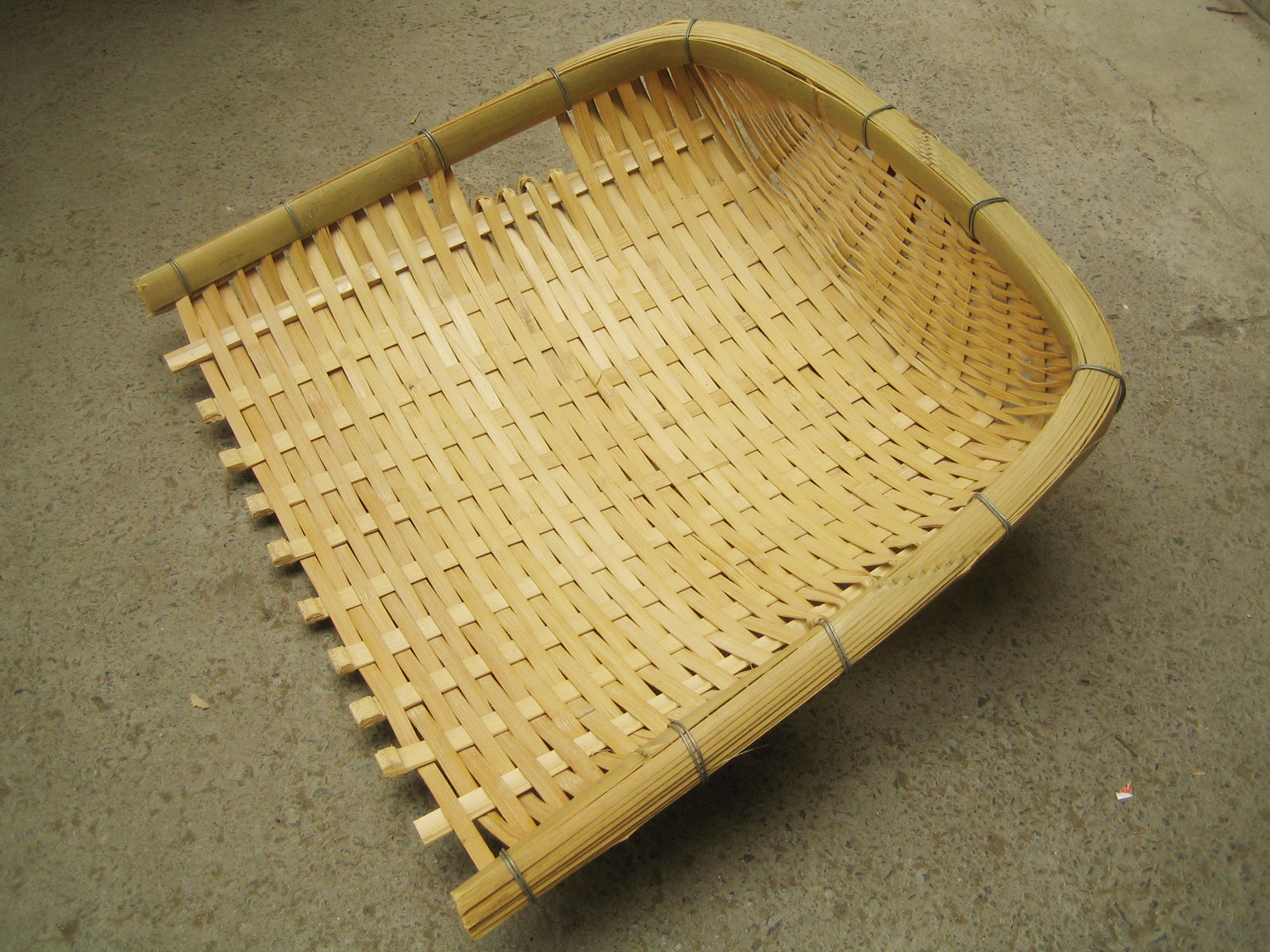
Японська віялка

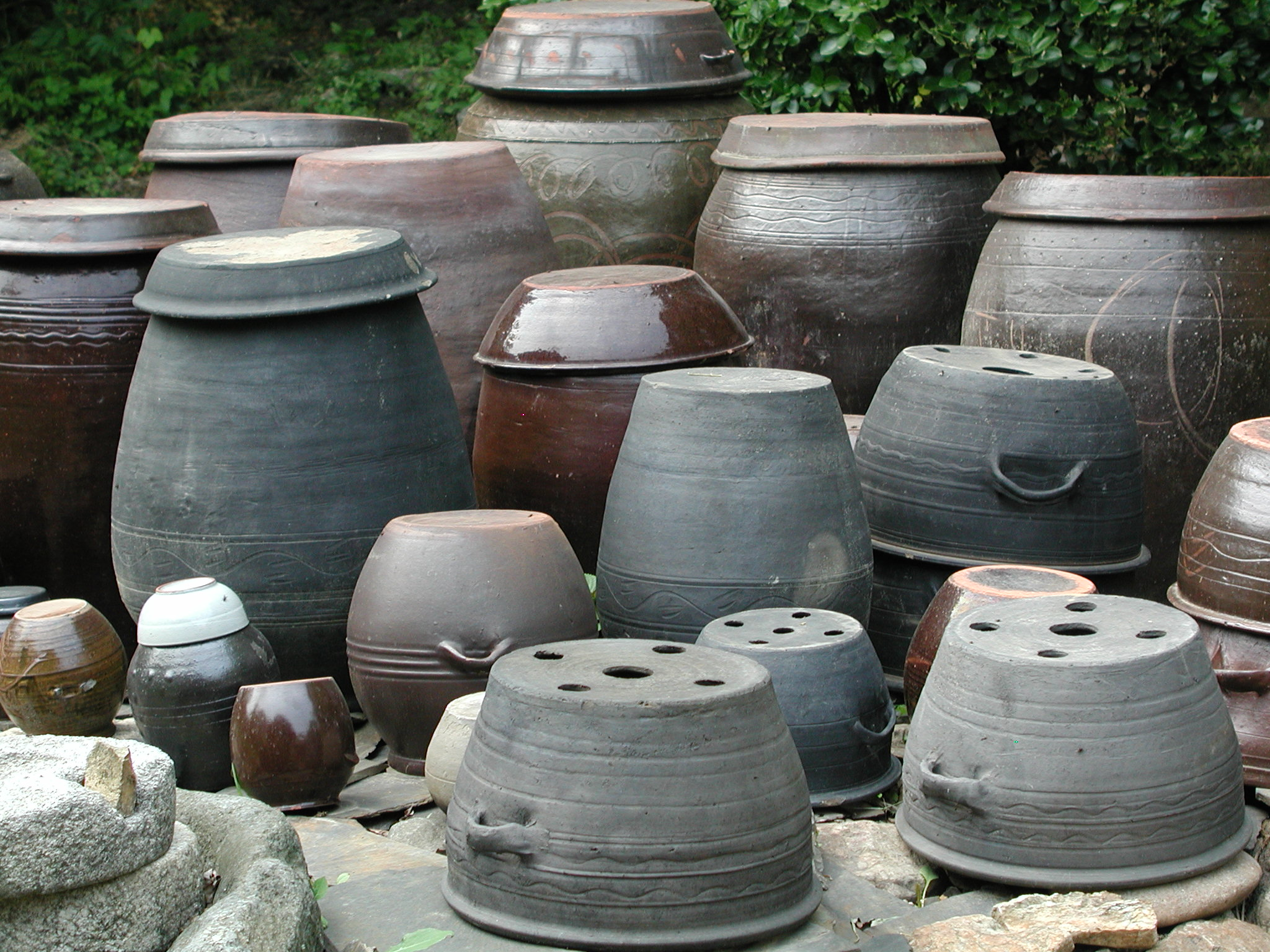
Сіру (на передньому плані) та інші горщики

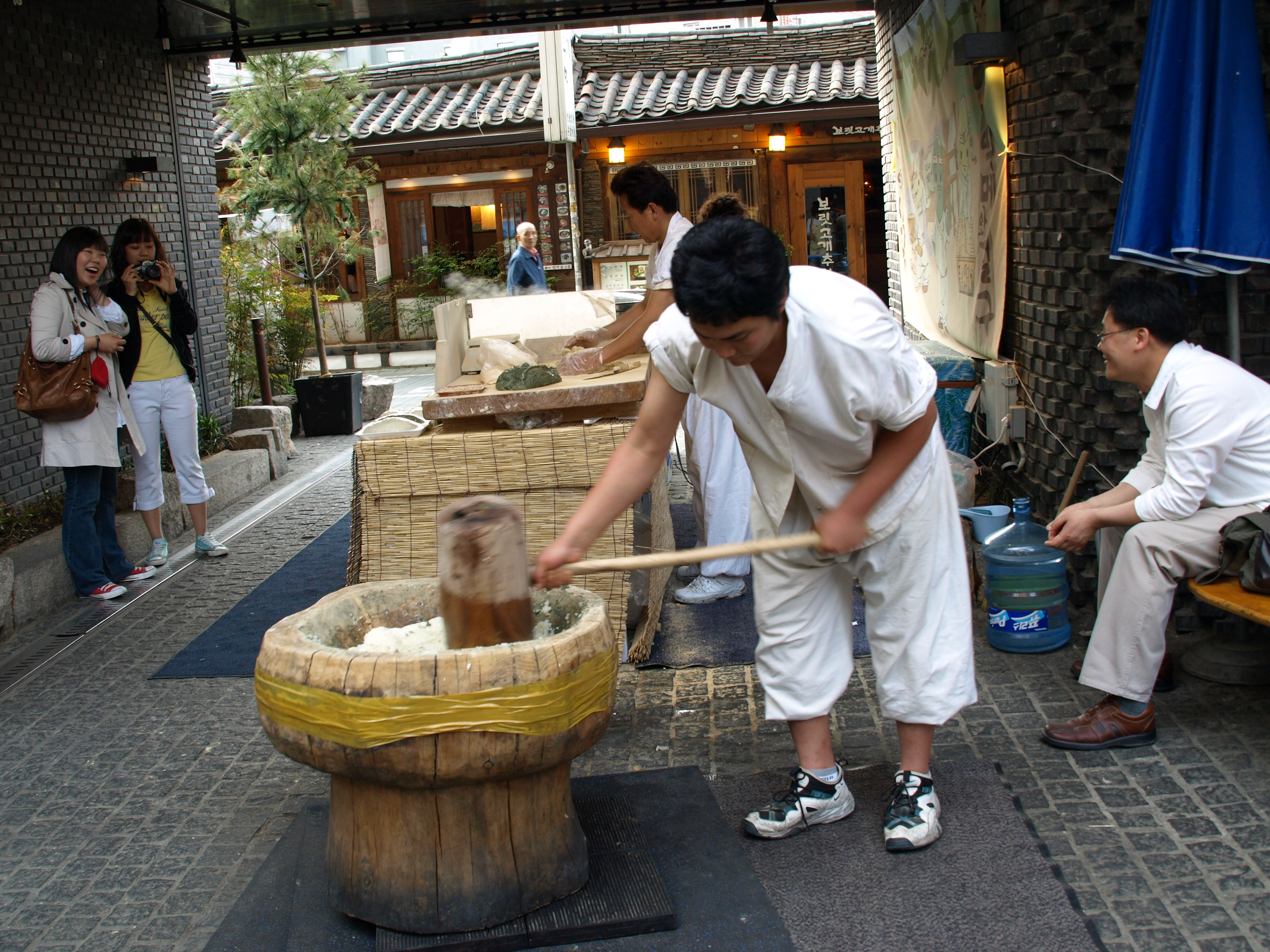
Приготування тток

Нижче наведені предмети домашнього вжитку, за допомогою яких готується традиційний тток.
- Кхі (키), віялка
- Інампак (이남박), миска для промивання рису
- Пакачі (바가지), ківш у формі гарбуза
- Он пекі (옹배기) і чапекі (자배기), великі круглі керамічні миски
- Чхе (체) і чхеттарі (쳇다리), сито
- Меттоль (맷돌), камінь для розтирання
- Чольку (절구) і чолькутконьї (절굿 공이), ступа і товкач
- Анпан (안반) і ттокме (떡메), дерев'яна дошка для дроблення і колотівка[2]
- Сіру (시루) і сіруміт (시루 밑), горщик для варіння на парі і циновка, яку стелять під горщик
- Сот (솥) і кон кире (겅그레), котел і підставка для варіння на парі
- Пон чхоль (번철), товстостінна сковорідка
- Чхепан (채반), плетене коритце
- Ттоксаль (떡살), дерев'яна печатка для формування тток.

## Різновиди
Тток ділять на чотири великі категорії.
- Тток на парі (кор. 찌는 떡, ччинин тток). Паровий тток готується варінням на парі в «сіру» рису або рисового борошна. Варіння може також відбуватися в будь-якому іншому керамічному посуді, а також в пароварці. За назвою посуду тток на парі також називають сірутток (кор. 시루떡). Паровий тток — найпоширеніша різновид цієї страви, що з'явилася раніше за інші.
- Товчений тток (кор. 치는 떡, чхінин тток). При його приготуванні варений рис товчуть у ступі або на дошці.
- Варений тток (кор. 삶는 떡, самнин тток).
- Смажений тток (кор. 지지 는 떡, чичинин тток). Тісту перед смаженням надається форма оладок, а потім їх смажать в олії[3].

## Страви з тток
- Ттоккук
- Ттокпоккі
- Ттоксутан  [Архівовано 3 березня 2016 у Wayback Machine.]